# Röd ungdom
Röd ungdom var en kommunistisk politisk ungdomsorganisation bildad 1973. Som mest hade organisationen runt 700 medlemmar, varmed den var en av de största ungdomsorganisationerna till vänster om SSU. 1983 slogs Röd ungdom ihop med Marxist-leninistiska kampförbundet (MLK).
Till en början var förbundet obundet från partier men i och med dess tredje kongress 1977 knöts det till Sveriges Kommunistiska Parti (SKP). Organisationen utgav 1973–81 tidningen "Rödluvan", men efter sammanslagningen med MLK tog organisationen över deras tidning "Stormklockan".